# Diadumen Vaison
El Diadumen Vaison és una escultura de mida natural de marbre que representa un atleta, es tracta d'una còpia romana del Diadumen de Policlet. Es va trobar a la ciutat romana de Vaison, al sud de França. Des de 1870, forma part de la col·lecció del Museu Britànic de Londres.

## Descobriment
L'estàtua coneguda com a Diadumen Vaison va ser descoberta a la fi del segle xix al teatre romà de Vaison-la-Romaine, al departament de Vaucluse, al sud de França. Es va oferir a la venda per al Louvre, però el museu nacional es va negar a comprar-la per motius del seu preu exorbitant. Més tard va ser adquirida pel Museu Britànic el 1870, on roman des d'aleshores.

## Descripció
L'escultura pertany a una sèrie d'escultures romanes que es trobaven distribuïdes per tot l'imperi inspirades en un original perdut realitzat en bronze per l'escultor Policlet prop d'any 440 aC. El Diudumen era el guanyador d'un torneig esportiu, encara nu després del concurs, aixeca els braços per nuar una cinta envoltant el cap. A l'escultura Vaison li falta la mà esquerra i la cinta, però fora d'això, està en bon estat. L'estàtua hauria estat exhibida en un lloc destacat del teatre, demostrant amb orgull la sofisticació de la ciutadania romana local i el seu compromís amb els ideals de l'antiga Grècia.

## Galeria

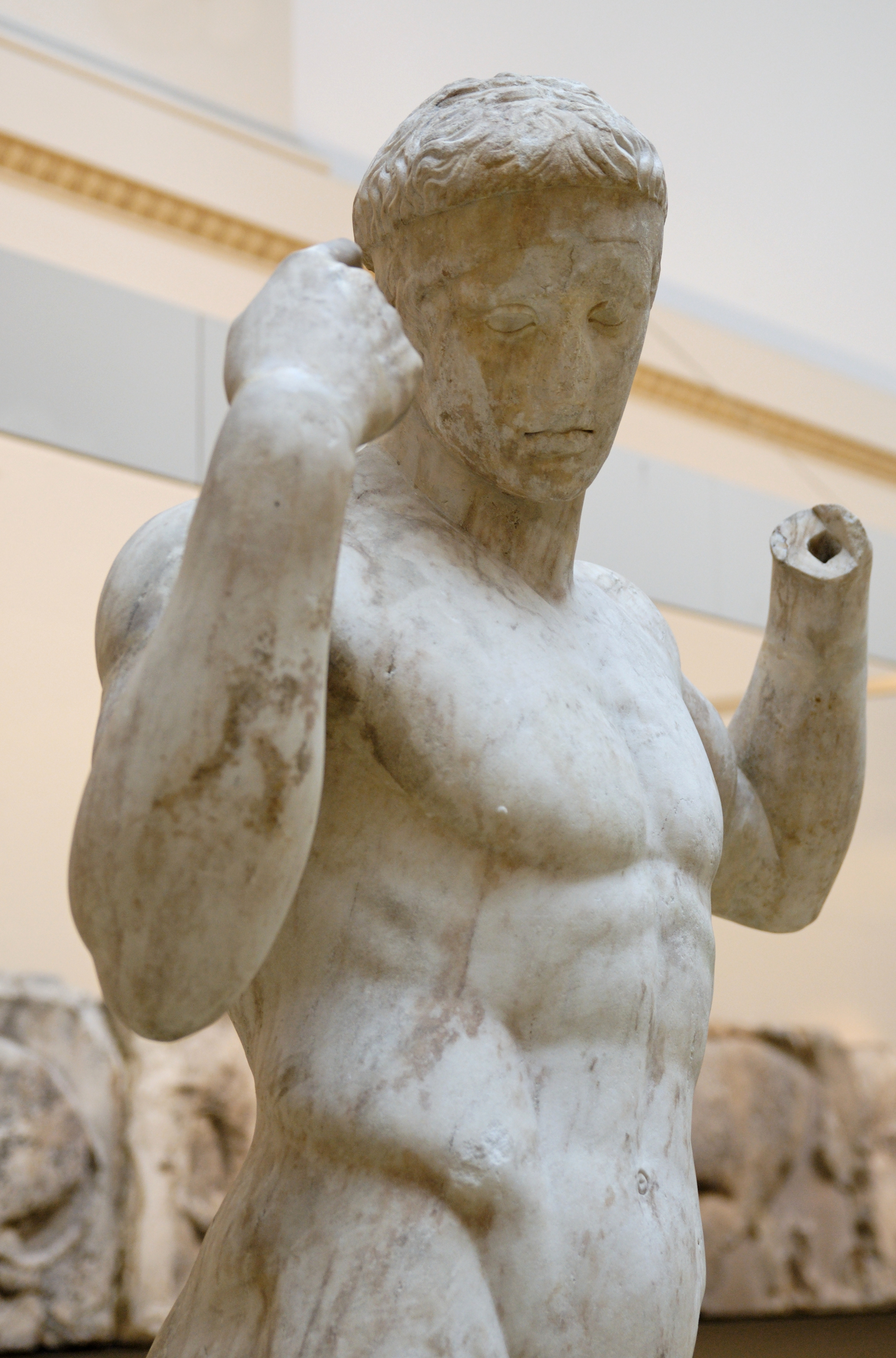
Vista del rostre i cos
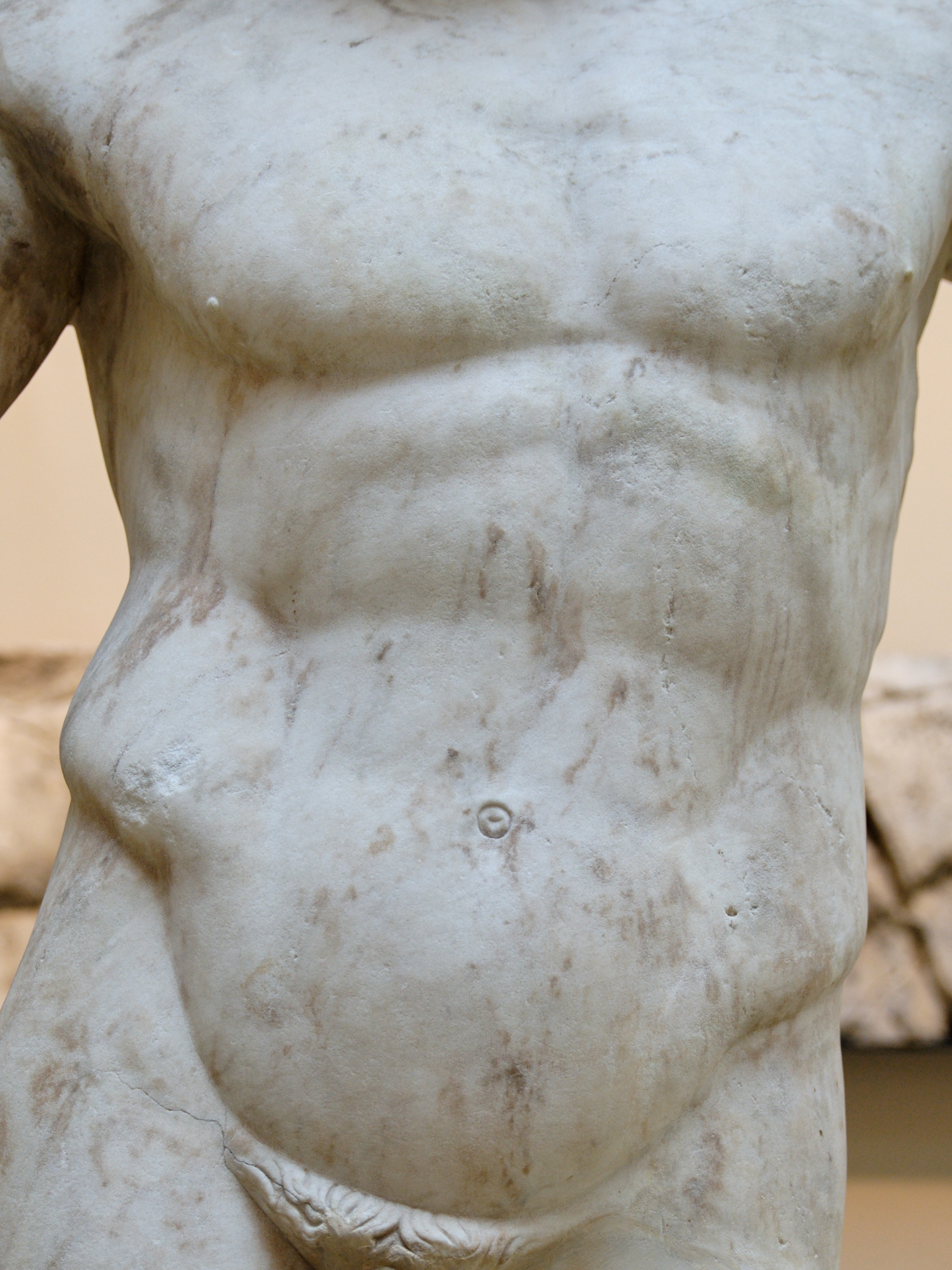
Detall del tors
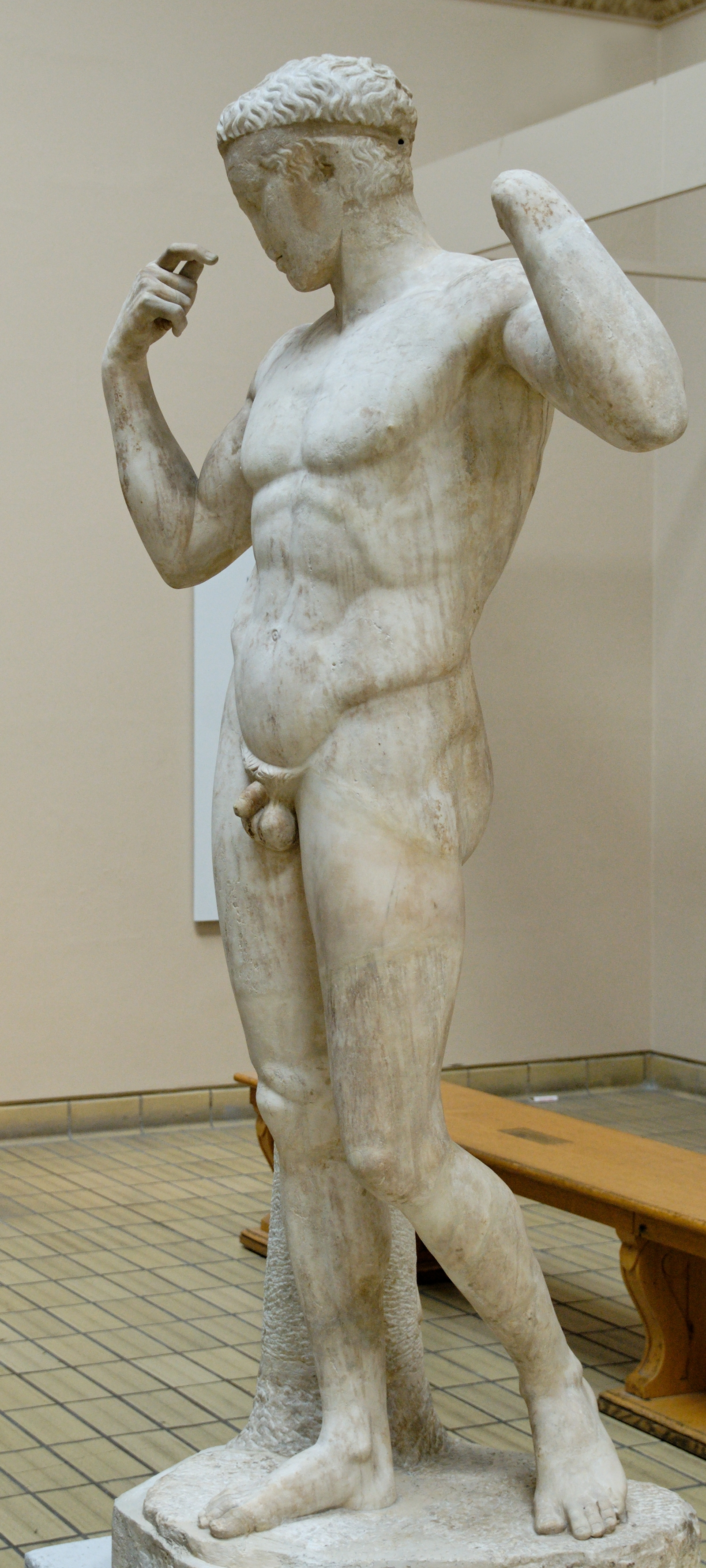
Imatge de l'escultura
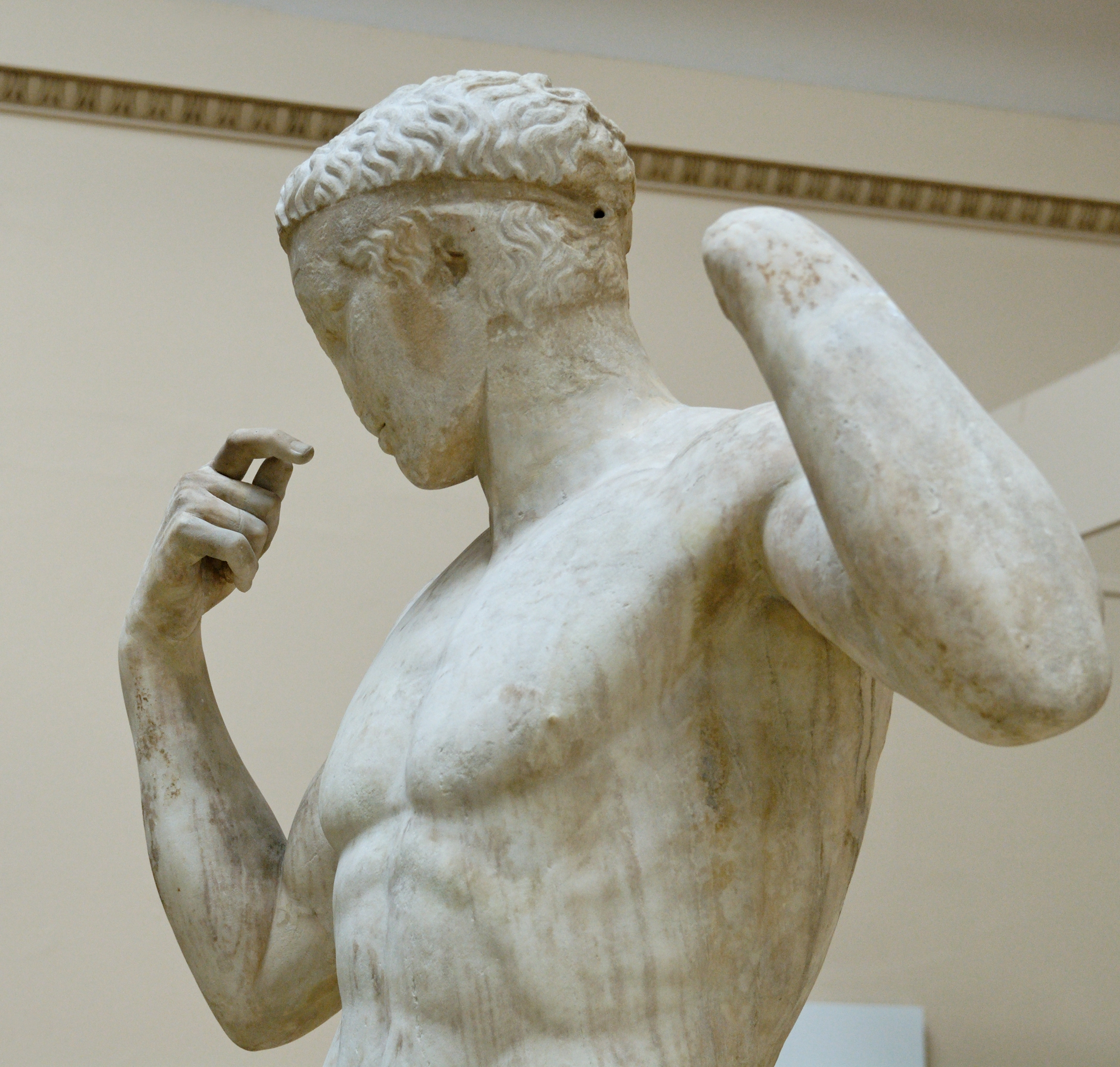
Detall de la part superior